# Grunau (Hohenmölsen)

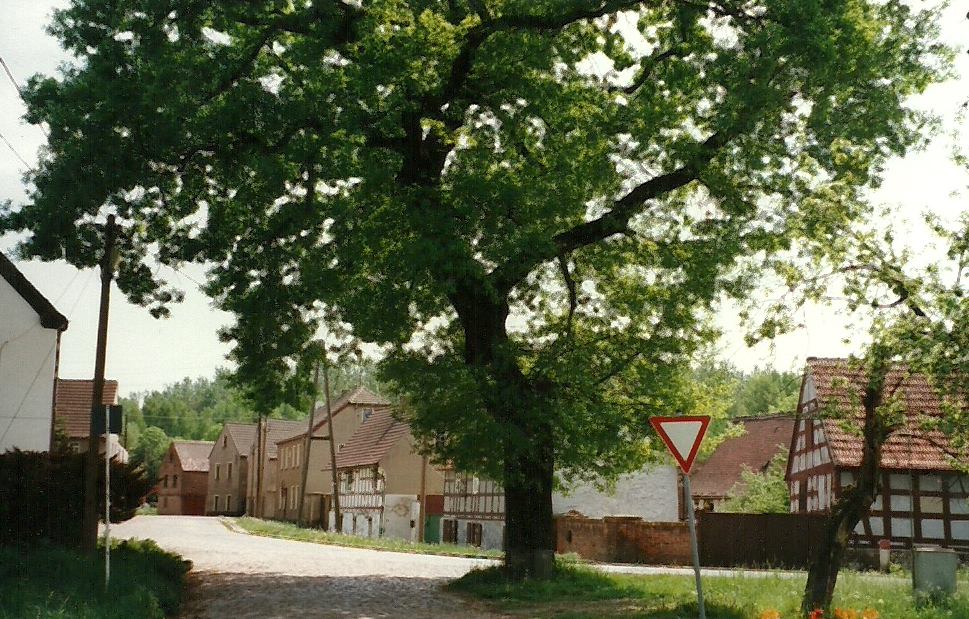
Grunau im Jahr 1998, vor dem Abriss

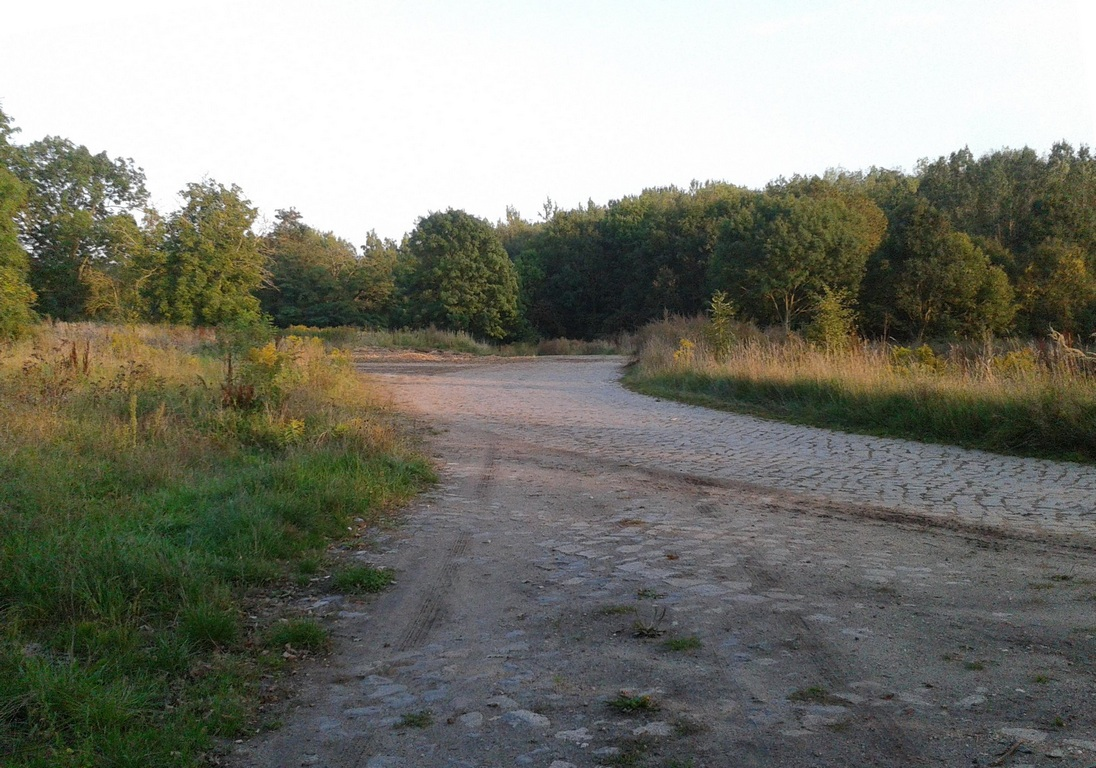
Blick auf die Wüstung Grunau im September 2015 aus ähnlicher Perspektive (Der Baum befindet sich wenige Meter rechts der Kamera)

Grunau ist eine Wüstung, die einst als Ortsteil zur ehemaligen Gemeinde Großgrimma gehörte, bis Großgrimma 1998 zur Stadt Hohenmölsen im Burgenlandkreis in Sachsen-Anhalt eingemeindet wurde. Das Dorf Grunau wurde (wie die anderen Ortschaften von Großgrimma) Ende der 1990er Jahre abgerissen. Die Ortsflur musste dem Tagebau Profen zum Abbau von Braunkohle weichen.

## Geschichte
Der Ort wurde erstmals 976 urkundlich als Villa Gruonouua erwähnt, die von Kaiser Otto II. dem Bistum Zeitz geschenkt wurde. Seit 1587 gehörte das damals als Gruna bezeichnete Dorf der Familie von Zscheplitz, zuvor denen von Draschwitz. Grunau lag bis 1815 im Burgwerbener Gerichtsstuhl im kursächsischen Amt Weißenfels, das zwischen 1656/57 und 1746 zum Sekundogenitur-Fürstentum Sachsen-Weißenfels gehörte. Durch die Beschlüsse des Wiener Kongresses kam der Ort im Jahr 1815 zu Preußen und wurde 1816 dem Kreis Weißenfels im  Regierungsbezirk Merseburg der Provinz Sachsen zugeteilt. 
Bei der zweiten Kreisreform in der DDR wurde Grunau als Ortsteil von Großgrimma im Jahr 1952 dem Kreis Hohenmölsen im Bezirk Halle zugeordnet. Seit 1994 gehörte der Ort zum Landkreis Weißenfels. Im gleichen Jahr begann die Umsiedlung von Großgrimma und seiner Ortsteile. Nachdem diese 1998 abgeschlossen war, wurden die Orte abgerissen und ihre Fluren nach Hohenmölsen eingemeindet.